# 194
Évszázadok: 1. század – 2. század – 3. század
Évtizedek: 140-es évek – 150-es évek – 160-as évek – 170-es évek – 180-as évek – 190-es évek – 200-as évek – 210-es évek – 220-as évek – 230-as évek – 240-es évek
Évek: 189 – 190 – 191 – 192 –  193 – 194 – 195 – 196 – 197 – 198 – 199

## Események

### Római Birodalom
- Septimius Severus császárt (helyettese C. Gabinius Barbarus Pompeianus) és Decimus Clodius Septimius Albinus Caesart választják consulnak.
- Az év elején Egyiptom és Arabia provinciák átpártolnak Pescennius Nigertől Septimius Severushoz. Májusban Severus az issusi csatában döntő győzelmet arat. Pescennius előbb Antiochiába menekül, majd pártus szövetségeseihez indul, de útközben elfogják és megölik. Levágott fejét elküldik az ostrom alatt álló Byzantium védőihez, de azok nem adják fel a várost.
- Septimus Severus kettéosztja Syria provinciát az északi Syria Coelére és a déli Syria Phoenicére.

### Kína
- Míg Cao Cao Hszü tartományban vezet bosszúhadjáratot, tartományának nemesei fellázadnak és behívják Lü Put (aki korábban testőreként meggyilkolta Tung Cso hadurat). Cao Cao és Lü Pu több csatában összecsap, de egyiküknek sem sikerül döntő fölényt kivívnia.
- A fiatal Szun Cö a déli hadúr, Jüan Su szolgálatába áll.

## Halálozások
- Pescennius Niger, római császár

## Fordítás
- Ez a szócikk részben vagy egészben  a(z)   194 című angol Wikipédia-szócikk ezen változatának fordításán alapul.  Az eredeti cikk szerkesztőit annak laptörténete sorolja fel. Ez a jelzés csupán a megfogalmazás eredetét és a szerzői jogokat jelzi, nem szolgál a cikkben szereplő információk forrásmegjelöléseként.